# Cynthia Carroll
Pour les articles homonymes, voir Carroll.
Cynthia Carroll, née le 13 novembre 1956, est une géologue américaine, spécialisée dans le pétrole. Elle est depuis mars 2007 présidente du groupe minier Anglo American. En 2010, d'après Fortune, elle est l'une des femmes d'affaires les plus puissantes au monde.

## Biographie
Elle a une maîtrise de géologie de l'université du Kansas et un MBA de l'université Harvard.
Elle devient en 1988 PDG de Alcan Metal Primaire.
Nommée directrice générale du groupe minier Anglo American, elle a pris ses fonctions le 3 janvier 2007. C’est la première fois qu’une femme accède à la tête d’un des trois majors miniers que sont BHP Billiton, Rio Tinto et Anglo American.
Anglaise d'origine américaine, elle est mariée et a quatre enfants.
En 2007, elle est classée 7e femme la plus puissante au monde par le magazine Forbes, 5e en 2008 et 4e en 2009, 55e en 2012.

## Controverses
Cynthia Carroll a été vivement critiquée sur le plan environnemental en 2007 pour son rôle, en tant que présidente d'Anglo American, dans le controversé développement de la Pebble Mine en Alaska. Elle a notamment été surnommée par le magazine Grist Cyanure Cynthia, world's biggest Scrooge en français : « Cynthia cyanure, plus grande Picsou au monde » en décembre 2007.